# Tournoi de tennis de Prague
Le tournoi de Prague (République tchèque) est un tournoi de tennis professionnel masculin du circuit ATP et féminin du circuit WTA.
L'épreuve masculine a été organisée en août puis en avril, sur terre battue et en extérieur entre 1987 et 1999.
L'épreuve féminine a été organisée chaque année, début mai, sur terre battue et en extérieur entre 1992 et 2010, puis l'est de nouveau à partir de 2015.

## Palmarès dames

### Simple
| No | Date       | Nom et lieu du tournoi        | Catégorie      | Dotation       | Surface         | Vainqueure         | Finaliste              | Score          |                |
| -- | ---------- | ----------------------------- | -------------- | -------------- | --------------- | ------------------ | ---------------------- | -------------- | -------------- |
| 1  | 20-07-1992 | HTC Open, Prague              | Tier IV        | 100 000 $      | Terre (ext.)    | Radka Zrubáková    | Kateřina Kroupová      | 6-3, 7-5       | Tableau        |
| 2  | 12-07-1993 | BVV Open, Prague              | Tier IV        | 100 000 $      | Terre (ext.)    | Natalia Medvedeva  | Meike Babel            | 6-3, 6-2       | Tableau        |
| 3  | 09-05-1994 | BVV Open, Prague              | Tier IV        | 100 000 $      | Terre (ext.)    | Amanda Coetzer     | Åsa Svensson           | 6-1, 7-6       | Tableau        |
| 4  | 08-05-1995 | Prague Open, Prague           | Tier IV        | 107 500 $      | Terre (ext.)    | Julie Halard       | Ludmila Richterová     | 6-4, 6-4       | Tableau        |
| 5  | 09-09-1996 | Pupp Czech Open, Karlovy Vary | Tier IV        | 160 000 $      | Terre (ext.)    | Ruxandra Dragomir  | Patty Schnyder         | 6-2, 3-6, 6-4  | Tableau        |
| 6  | 14-07-1997 | Skoda Czech Open, Prague      | Tier IV        | 160 000 $      | Terre (ext.)    | Joannette Kruger   | Marion Maruska         | 6-1, 6-1       | Tableau        |
| 7  | 06-07-1998 | Skoda Czech Open, Prague      | Tier III       | 160 000 $      | Terre (ext.)    | Jana Novotná       | Sandrine Testud        | 6-3, 6-0       | Tableau        |
| 8  | 08-02-1999 | Nokia Cup, Prostějov          | Tier IVb       | 112 500 $      | Moquette (int.) | Henrieta Nagyová   | Silvia Farina          | 7-6, 6-4       | Tableau        |
|    | 2000-2004  | Pas de tournoi                | Pas de tournoi | Pas de tournoi | Pas de tournoi  | Pas de tournoi     | Pas de tournoi         | Pas de tournoi | Pas de tournoi |
| 9  | 09-05-2005 | ECM Open, Prague              | Tier IV        | 140 000 $      | Terre (ext.)    | Dinara Safina      | Zuzana Ondrášková      | 7-62, 6-3      | Tableau        |
| 10 | 08-05-2006 | ECM Open, Prague              | Tier IV        | 145 000 $      | Terre (ext.)    | Shahar Peer        | Samantha Stosur        | 4-6, 6-2, 6-1  | Tableau        |
| 11 | 07-05-2007 | ECM Open, Prague              | Tier IV        | 145 000 $      | Terre (ext.)    | Akiko Morigami     | Marion Bartoli         | 6-1, 6-3       | Tableau        |
| 12 | 28-04-2008 | ECM Open, Prague              | Tier IV        | 145 000 $      | Terre (ext.)    | Vera Zvonareva     | Victoria Azarenka      | 7-62, 6-2      | Tableau        |
| 13 | 13-07-2009 | ECM Open, Prague              | Intern'l       | 220 000 $      | Terre (ext.)    | Sybille Bammer     | Francesca Schiavone    | 7-64, 6-2      | Tableau        |
| 14 | 12-07-2010 | ECM Open, Prague              | Intern'l       | 220 000 $      | Terre (ext.)    | Ágnes Szávay       | Barbora Z. Strýcová    | 6-2, 1-6, 6-2  | Tableau        |
|    | 2011-2014  | Pas de tournoi                | Pas de tournoi | Pas de tournoi | Pas de tournoi  | Pas de tournoi     | Pas de tournoi         | Pas de tournoi | Pas de tournoi |
| 15 | 27-04-2015 | J&T Banka Prague Open, Prague | Intern'l       | 226 750 $      | Terre (ext.)    | Karolína Plíšková  | Lucie Hradecká         | 4-6, 7-5, 6-3  | Tableau        |
| 16 | 25-04-2016 | J&T Banka Prague Open, Prague | Intern'l       | 426 750 $      | Terre (ext.)    | Lucie Šafářová     | Samantha Stosur        | 3-6, 6-1, 6-4  | Tableau        |
| 17 | 01-05-2017 | J&T Banka Prague Open, Prague | Intern'l       | 226 750 $      | Terre (ext.)    | Mona Barthel       | Kristýna Plíšková      | 2-6, 7-5, 6-2  | Tableau        |
| 18 | 30-04-2018 | J&T Banka Prague Open, Prague | Intern'l       | 226 750 $      | Terre (ext.)    | Petra Kvitová      | Mihaela Buzărnescu     | 4-6, 6-2, 6-3  | Tableau        |
| 19 | 29-04-2019 | J&T Banka Prague Open, Prague | Intern'l       | 226 750 $      | Terre (ext.)    | Jil Teichmann      | Karolína Muchová       | 7-55, 3-6, 6-4 | Tableau        |
| 20 | 10-08-2020 | J&T Banka Prague Open, Prague | Intern'l       | 202 250 $      | Terre (ext.)    | Simona Halep       | Elise Mertens          | 6-2, 7-5       | Tableau        |
| 21 | 29-08-2020 | Prague Open, Prague           | WTA 125        | 3 125 000 $    | Terre (ext.)    | Kristína Kučová    | Elisabetta Cocciaretto | 6-4, 6-3       | Tableau        |
| 22 | 12-07-2021 | Livesport Prague Open, Prague | WTA 250        | 235 238 $      | Terre (ext.)    | Barbora Krejčíková | Tereza Martincová      | 6-2, 6-0       | Tableau        |
| 23 | 25-07-2022 | Livesport Prague Open, Prague | WTA 250        | 251 750 $      | Dur (ext.)      | Marie Bouzková     | Anastasia Potapova     | 6-0, 6-3       | Tableau        |
| 24 | 31-07-2023 | Livesport Prague Open, Prague | WTA 250        | 259 303 $      | Dur (ext.)      | Nao Hibino         | Linda Nosková          | 6-4, 6-1       | Tableau        |
| 25 | 21-07-2024 | Livesport Prague Open, Prague | WTA 250        | 267 082 $      | Terre (ext.)    | Magda Linette      | Magdalena Frech        | 6-2, 6-1       | Tableau        |
| 26 | 21-07-2025 | Livesport Prague Open, Prague | WTA 250        | 275 094 $      | Terre (ext.)    | Marie Bouzková     | Linda Nosková          | 2-6, 6-1, 6-3  | Tableau        |

### Double
| No | Date       | Nom et lieu du tournoi       | Catégorie      | Dotation       | Surface         | Vainqueures                           | Finalistes                             | Score             |                |
| -- | ---------- | ---------------------------- | -------------- | -------------- | --------------- | ------------------------------------- | -------------------------------------- | ----------------- | -------------- |
| 1  | 20-07-1992 | HTC Open Prague              | Tier IV        | 100 000 $      | Terre (ext.)    | Karin Kschwendt Petra Ritter          | Eva Švíglerová Noëlle van Lottum       | 6-4, 2-6, 7-5     | Tableau        |
| 2  | 12-07-1993 | BVV Open Prague              | Tier IV        | 100 000 $      | Terre (ext.)    | Inés Gorrochategui Patricia Tarabini  | Laura Golarsa Caroline Vis             | 6-2, 6-1          | Tableau        |
| 3  | 09-05-1994 | BVV Open Prague              | Tier IV        | 100 000 $      | Terre (ext.)    | Amanda Coetzer Linda Wild             | Kristie Boogert Laura Golarsa          | 6-4, 3-6, 6-2     | Tableau        |
| 4  | 08-05-1995 | Prague Open Prague           | Tier IV        | 107 500 $      | Terre (ext.)    | Linda Wild Chanda Rubin               | Maria Lindström Maria Strandlund       | 6-7, 6-3, 6-2     | Tableau        |
| 5  | 09-09-1996 | Pupp Czech Open Karlovy Vary | Tier IV        | 160 000 $      | Terre (ext.)    | Karina Habšudová Helena Suková        | Eva Martincová Elena Pampoulova        | 3-6, 6-3, 6-2     | Tableau        |
| 6  | 14-07-1997 | Skoda Czech Open Prague      | Tier IV        | 160 000 $      | Terre (ext.)    | Ruxandra Dragomir Karina Habšudová    | Eva Martincová Helena Vildová          | 6-1, 5-7, 6-2     | Tableau        |
| 7  | 06-07-1998 | Skoda Czech Open Prague      | Tier III       | 160 000 $      | Terre (ext.)    | Silvia Farina Karina Habšudová        | Květa Hrdličková Michaela Paštiková    | 2-6, 6-1, 6-2     | Tableau        |
| 8  | 08-02-1999 | Nokia Cup Prostějov          | Tier IVb       | 112 500 $      | Moquette (int.) | Alexandra Fusai Nathalie Tauziat      | Květa Hrdličková Helena Vildová        | 3-6, 6-2, 6-1     | Tableau        |
|    | 2000-2004  | Pas de tournoi               | Pas de tournoi | Pas de tournoi | Pas de tournoi  | Pas de tournoi                        | Pas de tournoi                         | Pas de tournoi    | Pas de tournoi |
| 9  | 09-05-2005 | ECM Open Prague              | Tier IV        | 140 000 $      | Terre (ext.)    | Émilie Loit Nicole Pratt              | Jelena Kostanić Barbora Strýcová       | 6-76, 6-4, 6-4    | Tableau        |
| 10 | 08-05-2006 | ECM Open Prague              | Tier IV        | 145 000 $      | Terre (ext.)    | Marion Bartoli Shahar Peer            | Ashley Harkleroad Bethanie Mattek      | 6-4, 6-4          | Tableau        |
| 11 | 07-05-2007 | ECM Open Prague              | Tier IV        | 145 000 $      | Terre (ext.)    | Petra Cetkovská Andrea Hlaváčková     | Ji Chunmei Sun Shengnan                | 7-67, 6-2         | Tableau        |
| 12 | 28-04-2008 | ECM Open Prague              | Tier IV        | 145 000 $      | Terre (ext.)    | Andrea Hlaváčková Lucie Hradecká      | Jill Craybas Michaëlla Krajicek        | 1-6, 6-3, [10-6]  | Tableau        |
| 13 | 13-07-2009 | ECM Open Prague              | Intern'l       | 220 000 $      | Terre (ext.)    | Alona Bondarenko Kateryna Bondarenko  | Iveta Benešová Barbora Z. Strýcová     | 6-1, 6-2          | Tableau        |
| 14 | 12-07-2010 | ECM Open Prague              | Intern'l       | 220 000 $      | Terre (ext.)    | Timea Bacsinszky Tathiana Garbin      | Monica Niculescu Ágnes Szávay          | 7-5, 7-64         | Tableau        |
|    | 2011-2014  | Pas de tournoi               | Pas de tournoi | Pas de tournoi | Pas de tournoi  | Pas de tournoi                        | Pas de tournoi                         | Pas de tournoi    | Pas de tournoi |
| 15 | 27-04-2015 | J&T Banka Prague Open Prague | Intern'l       | 226 750 $      | Terre (ext.)    | Belinda Bencic Kateřina Siniaková     | Kateryna Bondarenko Eva Hrdinová       | 6-2, 6-2          | Tableau        |
| 16 | 25-04-2016 | J&T Banka Prague Open Prague | Intern'l       | 426 750 $      | Terre (ext.)    | Margarita Gasparyan Andrea Hlaváčková | María Irigoyen Paula Kania             | 6-4, 6-2          | Tableau        |
| 17 | 01-05-2017 | J&T Banka Prague Open Prague | Intern'l       | 226 750 $      | Terre (ext.)    | Anna-Lena Grönefeld Květa Peschke     | Lucie Hradecká Kateřina Siniaková      | 6-4, 7-63         | Tableau        |
| 18 | 30-04-2018 | J&T Banka Prague Open Prague | Intern'l       | 226 750 $      | Terre (ext.)    | Nicole Melichar Květa Peschke         | Mihaela Buzărnescu Lidziya Marozava    | 6-4, 6-2          | Tableau        |
| 19 | 29-04-2019 | J&T Banka Prague Open Prague | Intern'l       | 226 750 $      | Terre (ext.)    | Anna Kalinskaya Viktória Kužmová      | Nicole Melichar Květa Peschke          | 4-6, 7-5, [10-7]  | Tableau        |
| 20 | 10-08-2020 | J&T Banka Prague Open Prague | Intern'l       | 202 250 $      | Terre (ext.)    | Lucie Hradecká Kristýna Plíšková      | Monica Niculescu Raluca Olaru          | 6-2, 6-2          | Tableau        |
| 21 | 29-08-2020 | Prague Open Prague           | WTA 125        | 3 125 000 $    | Terre (ext.)    | Lidziya Marozava Andreea Mitu         | Giulia Gatto-Monticone Nadia Podoroska | 6-4, 6-4          | Tableau        |
| 22 | 12-07-2021 | Livesport Prague Open Prague | WTA 250        | 235 238 $      | Terre (ext.)    | Marie Bouzková Lucie Hradecká         | Viktória Kužmová Nina Stojanović       | 7-63, 6-4         | Tableau        |
| 23 | 25-07-2022 | Livesport Prague Open Prague | WTA 250        | 251 750 $      | Dur (ext.)      | Anastasia Potapova Yana Sizikova      | Angelina Gabueva Anastasia Zakharova   | 6-3, 6-4          | Tableau        |
| 24 | 31-07-2023 | Livesport Prague Open Prague | WTA 250        | 259 303 $      | Dur (ext.)      | Nao Hibino Oksana Kalashnikova        | Quinn Gleason Elixane Lechemia         | 67-7, 7-5, [10-3] | Tableau        |
| 25 | 21-07-2024 | Livesport Prague Open Prague | WTA 250        | 267 082 $      | Terre (ext.)    | Barbora Krejčíková Kateřina Siniaková | Bethanie Mattek-Sands Lucie Šafářová   | 6-3, 6-3          | Tableau        |
| 26 | 21-07-2025 | Livesport Prague Open Prague | WTA 250        | 275 094 $      | Terre (ext.)    | Nadiia Kichenok Makoto Ninomiya       | Lucie Havlíčková Laura Samson          | 1-6, 6-4, [10-7]  | Tableau        |

## Palmarès messieurs

### Simple
| No | Date       | Nom et lieu du tournoi          | Catégorie    | Dotation  | Surface      | Vainqueur           | Finaliste              | Score                   |         |
| -- | ---------- | ------------------------------- | ------------ | --------- | ------------ | ------------------- | ---------------------- | ----------------------- | ------- |
| 1  | 22-10-1973 | , Prague                        | Grand Prix   | NC $      | Terre (ext.) | Jiří Hřebec         | Jan Kodeš              | 4-6, 6-1, 3-6, 6-0, 7-5 |         |
| 2  | 10-08-1987 | Čedok Open, Prague              | Grand Prix   | 150 000 $ | Terre (ext.) | Marián Vajda        | Tomáš Šmíd             | 6-1, 6-3                |         |
| 3  | 08-08-1988 | Čedok Open, Prague              | Grand Prix   | 140 000 $ | Terre (ext.) | Thomas Muster       | Guillermo Pérez Roldán | 6-4, 5-7, 6-2           |         |
| 4  | 07-08-1989 | Čedok Open, Prague              | Grand Prix   | 140 000 $ | Terre (ext.) | Marcelo Filippini   | Horst Skoff            | 7-5, 7-6                |         |
| 5  | 06-08-1990 | Czechoslovak Open, Prague       | World Series | 148 400 $ | Terre (ext.) | Jordi Arrese        | Nicklas Kulti          | 7-6, 7-6                |         |
| 6  | 05-08-1991 | Czechoslovak Open, Prague       | World Series | 305 000 $ | Terre (ext.) | Karel Nováček       | Magnus Gustafsson      | 7-65, 6-2               |         |
| 7  | 10-08-1992 | Škoda Czechoslovak Open, Prague | World Series | 320 000 $ | Terre (ext.) | Karel Nováček       | Franco Davín           | 6-1, 6-1                |         |
| 8  | 02-08-1993 | Škoda Czech Open, Prague        | World Series | 340 000 $ | Terre (ext.) | Sergi Bruguera      | Andrei Chesnokov       | 7-5, 6-4                |         |
| 9  | 01-08-1994 | Škoda Czech Open, Prague        | World Series | 340 000 $ | Terre (ext.) | Sergi Bruguera      | Andreï Medvedev        | 6-3, 6-4                |         |
| 10 | 31-07-1995 | Škoda Czech Open, Prague        | World Series | 340 000 $ | Terre (ext.) | Bohdan Ulihrach     | Javier Sánchez         | 6-2, 6-2                |         |
| 11 | 29-04-1996 | Škoda Czech Open, Prague        | World Series | 340 000 $ | Terre (ext.) | Ievgueni Kafelnikov | Bohdan Ulihrach        | 7-5, 1-6, 6-3           |         |
| 12 | 28-04-1997 | Paegas Czech Open, Prague       | World Series | 340 000 $ | Terre (ext.) | Cédric Pioline      | Bohdan Ulihrach        | 6-2, 5-7, 7-64          |         |
| 13 | 27-04-1998 | Paegas Czech Open, Prague       | World Series | 340 000 $ | Terre (ext.) | Fernando Meligeni   | Sláva Doseděl          | 6-1, 6-4                |         |
| 14 | 26-04-1999 | Tento Czech Open, Prague        | Int' Series  | 475 000 $ | Terre (ext.) | Dominik Hrbatý      | Sláva Doseděl          | 6-2, 6-2                | Tableau |

### Double
| No | Date       | Nom et lieu du tournoi          | Catégorie    | Dotation  | Surface      | Vainqueurs                        | Finalistes                         | Score         |         |
| -- | ---------- | ------------------------------- | ------------ | --------- | ------------ | --------------------------------- | ---------------------------------- | ------------- | ------- |
| 1  | 22-10-1973 | , Prague                        | Grand Prix   | NC $      | Terre (ext.) | Jan Kodeš Vladimír Zedník         | Róbert Machán Balázs Taróczy       | 6-3, 7-6      |         |
| 2  | 10-08-1987 | Čedok Open, Prague              | Grand Prix   | 150 000 $ | Terre (ext.) | Miloslav Mečíř Tomáš Šmíd         | Stanislav Birner Jaroslav Navrátil | 6-3, 6-7, 6-3 |         |
| 3  | 08-08-1988 | Čedok Open, Prague              | Grand Prix   | 140 000 $ | Terre (ext.) | Petr Korda Jaroslav Navrátil      | Thomas Muster Horst Skoff          | 7-5, 7-6      |         |
| 4  | 07-08-1989 | Čedok Open, Prague              | Grand Prix   | 140 000 $ | Terre (ext.) | Jordi Arrese Horst Skoff          | Petr Korda Tomáš Šmíd              | 6-4, 6-4      |         |
| 5  | 06-08-1990 | Czechoslovak Open, Prague       | World Series | 148 400 $ | Terre (ext.) | Vojtěch Flégl Daniel Vacek        | George Cosac Florin Segarceanu     | 5-7, 6-4, 6-3 |         |
| 6  | 05-08-1991 | Czechoslovak Open, Prague       | World Series | 305 000 $ | Terre (ext.) | Vojtěch Flégl Cyril Suk           | Libor Pimek Daniel Vacek           | 6-4, 6-2      |         |
| 7  | 10-08-1992 | Škoda Czechoslovak Open, Prague | World Series | 320 000 $ | Terre (ext.) | Karel Nováček Branislav Stankovič | Jonas Björkman Jon Ireland         | 7-5, 6-1      |         |
| 8  | 02-08-1993 | Škoda Czech Open, Prague        | World Series | 340 000 $ | Terre (ext.) | Hendrik Jan Davids Libor Pimek    | Jorge Lozano Jaime Oncins          | 6-3, 7-6      |         |
| 9  | 01-08-1994 | Škoda Czech Open, Prague        | World Series | 340 000 $ | Terre (ext.) | Karel Nováček Mats Wilander       | Tomáš Krupa Pavel Vízner           | Forfait       |         |
| 10 | 31-07-1995 | Škoda Czech Open, Prague        | World Series | 340 000 $ | Terre (ext.) | Libor Pimek Byron Talbot          | Jiří Novák David Rikl              | 7-5, 1-6, 7-6 |         |
| 11 | 29-04-1996 | Škoda Czech Open, Prague        | World Series | 340 000 $ | Terre (ext.) | Ievgueni Kafelnikov Daniel Vacek  | Luis Lobo Javier Sánchez           | 6-3, 6-7, 6-3 |         |
| 12 | 28-04-1997 | Paegas Czech Open, Prague       | World Series | 340 000 $ | Terre (ext.) | Mahesh Bhupathi Leander Paes      | Petr Luxa David Škoch              | 6-1, 6-1      |         |
| 13 | 27-04-1998 | Paegas Czech Open, Prague       | World Series | 340 000 $ | Terre (ext.) | Wayne Arthurs Andrew Kratzmann    | Fredrik Bergh Nicklas Kulti        | 6-1, 6-1      |         |
| 14 | 26-04-1999 | Tento Czech Open, Prague        | Int' Series  | 475 000 $ | Terre (ext.) | Martin Damm Radek Štěpánek        | Mark Keil Nicolás Lapentti         | 6-0, 6-2      | Tableau |